# 4 Pułk Armat Polowych (austro-węgierski)
Pułk Armat Polowych Nr 4 (FKR. Nr. 4) – pułk artylerii polowej cesarskiej i królewskiej Armii.

## Historia oddziału
1 maja 1885, w następstwie przeprowadzonej reorganizacji artylerii, z dotychczasowego 11 Pułku Artylerii Polowej został wyodrębniony 4. Ciężki Dywizjon (niem. 4. Schwere Batterie-Division). Dywizjon stacjonował w Wiedniu i wchodził w skład 2 Brygady Artylerii. Na stanowisko komendanta dywizjonu wyznaczony został major Adolf Schneider.
1 stycznia 1894 dotychczasowy 4. Dywizjon (niem. 4. Batterie-Division) w Wiedniu został przeformowany w 4. Pułk Artylerii Dywizyjnej (niem. 4. Divisions-Artillerie-Regiment). Komendantem pułku został ppłk Ferdinand Beckerhinn, dotychczasowy komendant 4. Dywizjonu. Pułk wchodził w skład 2 Brygady Artylerii Polowej.
6 kwietnia 1908, w związku z wprowadzeniem nowej organizacji artylerii, oddział został przemianowany na 4 Pułk Armat Polowych. Pułk pod względem wyszkolenia nadal podlegał komendantowi 2 Brygady Artylerii Polowej, natomiast pod względem taktycznym został podporządkowany komendantowi 25 Dywizji Piechoty w Wiedniu.
W 1916 oddział został przeformowany w Pułk Haubic Polowych Nr 4. Równocześnie dotychczasowy Pułk Haubic Polowych Nr 4 został przemianowany na Pułk Haubic Polowych Nr 32, natomiast Pułk Armat Polowych Nr 5 otrzymał numer „4”.
W 1918 oddział został przemianowany na Pułk Artylerii Polowej Nr 104.

## Żołnierze pułku
Komendanci pułku
- ppłk Ferdinand Beckerhinn (1894[3] → komendant 10 Pułku Artylerii Korpuśnej[13])
- ppłk / płk Anton Welz (1894[14] – 1901 → komendant 9 Pułku Artylerii Korpuśnej[15])
- ppłk / płk Kasimir Erle (1901[16] – 1905 → komendant 2 Pułku Artylerii Korpuśnej[17])
- ppłk / płk Rudolf Laube (1905[18] – 1911 → komendant 8 Brygady Artylerii Polowej[19])
- ppłk / płk Michael Gärtner (1911[19] – 1914[20] → komendant 22 Brygady Artylerii Polowej OK)

Oficerowie
- kpt. Otton Krzisch (od 1906)
- por. rez. Jerzy Gołogórski
- ppor. Alfred von Hubicki (1905–1910)